# Ludolf Nielsen
Karl Henrik Ludolf Nielsen (29. januar 1876 i Nørre Tvede – 16. oktober 1939 i København) var en dansk komponist.
Han blev født på en gård i landsbyen Nørre Tvede i nærheden af Næstved og havde sine rødder i den danske bondekultur. Han lærte at spille violin af de lokale spillemænd, men blev fra 8-års alderen sendt til en rigtig musiklærer i Næstved. Allerede som barn spillede han til bryllupper og andre festlige begivenheder på landet.
15 år gammel flyttede Ludolf Nielsen til København og blev undervist i violin af koncertmester i Det Kongelige Kapel, Ludvig Holm. I årene 1896-1898 studerede han på Det Kongelige Danske Musikkonservatorium med bl.a. Valdemar Tofte, Albert Orth, Otto Malling og Jørgen Ditleff Bondesen som lærere. Som komponist var han autodidakt.
I 1897 blev Ludolf Nielsen ansat som bratschist (senere solobratschist) i Tivolis koncertsal Orkester, hvis dirigent var Joachim Andersen. Ludolf Nielsen fungerede ved flere lejligheder som assisterende dirigent for orkestret. Som medlem af Havnsøe Kvartetten og Bjørvig Kvartetten var han desuden en fremtrædende kammermusiker. 
I 1907 vandt Ludolf Nielsen en kompositionskonkurrence med sin Koncertouverture op. 13, og samme år fik han Det anckerske Legat og besøgte på sin studierejse Tyskland, Østrig og Italien. Han opsagde sin stilling i Tivolis orkester, og resten af sit liv levede han som uafhængig komponist. Han var desuden en respekteret privatlærer i komposition og musikteori. Blandt hans elever var komponisten og dirigenten Launy Grøndahl.
Fra 1914 til 1920 var Ludolf Nielsen dirigent for Koncertforeningen Euphrosyne. Fra 1926 til 1932 var han ansat som musikkonsulent i DRs musikafdeling, hvor han tilrettelagde koncertrepertoiret for det nydannede radioorkester. Han arrangerede og komponerede desuden en hel del værker til brug i radioen.
Ludolf Nielsen var i årene op til 1. verdenskrig en af Danmarks kendteste komponister, men krigen udløste en personlig krise hos ham, og de følgende år skrev han slet ingen værker. Han genoptog sit kompositionsarbejde ca. 1920, nu i en mere eklektisk retning. Hele livet holdt han dog fast i en romantisk kunstopfattelse, selv om tidens moderne musik med Carl Nielsen i spidsen udviklede sig i en anden retning. Ludolf Nielsens musik blev efterhånden betragtet som konservativ, og ligesom det skete for andre senromantikere som f.eks. Hakon Børresen, Victor Bendix og Louis Glass forsvandt hans musik fra koncertlivet. Først i 1990'erne blev Ludolf Nielsens musik taget op igen, og mange af hans vigtigste værker er siden blevet indspillet. 

## Musikken
Ludolf Nielsen skrev over 200 kompositioner. Hovedværkerne er de tre symfonier, de tre strygekvartetter, oratoriet Babelstårnet, balletten Lackschmi, operaen Isbella samt orkestersuiterne Skovvandring og Fra Bjærgene. Desuden en lang række sange.   
Ludolf Nielsens tidlige værker fortsætter traditionen fra den nordiske nationalromantik, fornyet gennem påvirkning fra udenlandske forbilleder som Wagner, Bruckner og César Franck. Senere arbejder han med mere moderne teknikker som bitonalitet, heltoneskalaer og impressionistiske virkninger, f.eks. i den virtuose orkestersuite Skovvandring. Som orkestrator var Ludolf Nielsen uovertruffen, og det er med til at gøre hans orkesterværker til et tyngdepunkt i hans produktion.    
Ludolf Nielsen fremhævede selv to værker som sine ypperste: Symfoni nr. 3 og oratoriet Babelstårnet. Her arbejder han i et meget stort format og med ambitiøse kunstnerisk mål. Mottoet for Symfoni nr. 3, taget fra et vers af digteren Viggo Stuckenberg, kunne stå som overskrift for hele Ludolf Nielsens romantiske livsanskuelse: "Verden jeg ser med blomster besat / ved, lykken kræver en uvejrsnat."  

### Værkerne
Ludolf Nielsen gav ikke alle sine værker et opusnummer, og han ændrede desuden nummereringen flere gange. Derfor giver en opusliste ikke et fuldstændigt overblik over hans produktion. En komplet kronologisk værkfortegnelse findes på www.ludolfnielsen.dk.  
| Op | Titel                               | Besætning og indhold | År        |
| -- | ----------------------------------- | --- | --------- |
| 1  | Strygekvartet nr. 1, A-dur          | 2 violiner, bratsch og cello | 1900      |
| 2  | Regnar Lodbrog                      | Orkester | 1901      |
| 3  | Symfoni nr. 1, h-mol                | Orkester | 1903      |
| 4  | Skærsommerduft (5 sange)            | Saa du Aftenstjærnen skinne; Fjorden er hvid i den dæmrende Nat; Natten red over Engen ud; Skifart; Extase                                                                                | 1901      |
| 5  | Strygekvartet nr. 2, c-mol          | 2 violiner, bratsch og cello | 1904      |
| 6  | Sommernatsstemning                  | Orkester | 1903      |
| 7  | In Memoriam                         | Orkester | 1904      |
| 8  | Fra Bjærgene                        | Suite for orkester Borgruinen; Hyrden; Bjærgkapellet; Folkeliv i Dalen | 1905      |
| 9  | Berceuse                            | For violin og strygere, findes også i udgave for violin og klaver | 1905      |
| 10 | Isbella                             | Opera i 1 akt (Tekst af P.A. Rosenberg) | 1903-1907 |
| 11 | Romance                             | Cello og orkester, findes også i udgave for cello og klaver | 1905      |
| 12 | Media Vita (2 sange)                | Media vita; Bøn. For sang, violin og klaver/orgel | 1906      |
| 13 | Koncertouverture, C-dur             | Orkester | 1906      |
| 14 | Sct. Hans                           | Baryton, blandet kor og orkester (Tekst af Viggo Stuckenberg) | 1908      |
| 15 | Foraar (3 sange)                    | Det var først paa Foraarstiden; Naar Solen synker; For Vinden danser (Tekster af Viggo Stuckenberg)                                                                                       | 1906      |
| 16 | Uhret                               | Opera i 3 akter (Tekst af Aage Lind) | 1911      |
| 17 | Fire klaverstykker                  | La joie; La douleur; Menuet og Tarantelle. Findes også i udgave for orkester, kaldet Suite op. 17                                                                                         | 1907      |
| 18 | Sommer (4 sange)                    | Fontænen; Du store stille Skov; Over de skumrende Linde; En tidlig Sommermorgen (Tekster af Viggo Stuckenberg)                                                                            | 1908      |
| 19 | Symfoni nr. 2, E-dur                | Orkester | 1909      |
| 20 | Romance                             | Violin og orkester, findes også i udgave for violin og klaver | 1908      |
| 21 | Novelletter                         | Klaver. Hefte I: Godmorgen; Bedstemor fortæller; Gyngehesten Hefte II: Paa Legepladsen; Polichinel; Godnat                                                                                | 1908      |
| 22 | Efteraar (4 sange)                  | Nu ligger Markerne øde; Den stille ensomme Mose; Min eneste egen Veninde; Drag ud! (Tekster af Viggo Stuckenberg)                                                                         | 1909      |
| 23 | Stemninger (3 sange)                | Hvide Sejl; Paa Kirkegaarden; Sommerregn. (Tekster af Aage Lind) | 1909      |
| 24 | Skæmteviser (3 sange)               | Polichinel; Gamle Rim; Pasop paa Fuglefangst (Tekster af Aage Lind og Magnus Lemche) For sang og klaver, findes også i udgaver for kor.                                                   | 1909      |
| 25 | Hanne (4 sange)                     | Et Foraarsbarn blev Hanne; Hanne trives som en Trold; Ved Vuggen; Lege Skjul. (Tekster af L.C. Nielsen)                                                                                   | 1910      |
| 26 | Erotiske Stemninger (sangcyklus)    | Ved Huset; Fjerboldspillet; Brønden; Erkendelse; Den sovende; Tilbageholdenhed; I Blæsten; I Haugen; Henrykkelse; Grenenes Lyd; Sørgesangen; Det sidste. (Tekster af Emil Aarestrup)      | 1910      |
| 27 | 2 Digte                             | Min Sol; Kukkervise. (Tekster af Vilhelm Røse) For sang og klaver, findes også i udgave for kor.                                                                                          | 1910      |
| 28 | 3 Digte                             | Nytaar; Zigeunerens Vise; Gamle Maren Skimmel (Tekster af Gyrithe Lemche) | 1910      |
| 29 | Drei Lieder                         | Abendfrieden; Waldnacht; Sorrent. (Tekster af Fritz Köpp) | 1912      |
| 30 | Aus dem Skizzenbuch                 | Harmonium eller lille orkester Romanze; Wiegenlied; Dudelsack | 1911      |
| 31 | Efteraarsaften                      | Recitation og orkester/klavertrio (Tekst af Viggo Stuckenberg) | 1912      |
| 32 | Symfoni nr. 3, C-dur                | Orkester | 1913      |
| 33 | Sover sødt i hellig Fred            | Sang, strygeorkester og harpe; eller sang, violin og orgel/klaver (Tekst af Schack von Staffeldt)                                                                                         | 1912      |
| 34 | Valdemars Taarn                     | Baryton og mandskor (Tekst af J.L. Heiberg) | 1914      |
| 35 | Babelstaarnet                       | Soli, kor og orkester (Tekst af Gyrithe Lemche) | 1914      |
| 36 | Kantater til Frimurerlogen          | Soli, mandskor, klaver, div. instrumenter | 1915-1918 |
| 37 | Nocturne                            | Klaver | 1913      |
| 38 | 3 Mandskor                          | Aaliv; Midsommernatten; Mod Nord. (Tekster af Peder R. Møller, Viggo Stuckenberg og Gyrithe Lemche)                                                                                       | ?         |
| 39 | Danmark                             | Kor og orkester (Tekst af St. St. Blicher) | 1920      |
| 40 | Skovvandring                        | Suite for orkester. Echo og Narkissos; Pan færdes i Skoven; Dryadens Død; Ved Ellemosen; Mod Morgengry                                                                                    | 1914-1922 |
| 41 | Strygekvartet nr. 3, C-dur          | 2 violiner, bratsch og cello | 1920      |
| 42 | Golgata                             | Musik til skuespil af Svend Rindom | 1919      |
| 43 | Lola                                | Opera i 3 akter (Tekst af P.A. Rosenberg efter Victor Hugo) | 1916-1920 |
| 44 | 3 Korsange                          | Sommernatssang; Billede; Ellekrattet. (Tekster af Thøger Larsen og Viggo Stuckenberg) | 1918      |
| 45 | Lackschmi                           | Ballet i 2 akter | 1919-1921 |
| 46 | 5 Sange                             | Jeg saa en Rose vaagne; Der staar syv store Stjerner; Ung Vise (Alle mine Længsler); Spring ud; Hyrdinden. (Tekster af Josias Bille, Kai Hoffmann, Jeppe Aakjær og Christopher Boeck)     | 1916-1919 |
| 47 | 2 Sange                             | Ved Solnedgang; Vi elsker vort blomstrende fædreland. (Tekster af Jacob Paulli og Axel Juel) For sang og klaver. Findes også i udgaver for sang og orkester, blandet kor og for mandskor. | 1919      |
| 48 | Nocturne Lyrique                    | Orkester | 1923      |
| 49 | Sørgemarsch                         | Orgel eller klaver | 1922      |
| 50 | Dronning Margrethe                  | Soli, kor og orkester (Tekst af Gyrithe Lemche) | 1919      |
| 51 | Jacobs Jul                          | Musik til skuespil af Hans Ahlmann. Blandt numrene er julesangen O, du dejlige grønne træ                                                                                                 | 1922      |
| 52 | Højsommer                           | Kor og kammerensemble. For alle de brune Knopper; Der toner saa lyst; Gærdets vilde Hybenroser; Højsommer (Tekster af Anders J. Eriksholm)                                                | 1923      |
| 53 | Hjortholm                           | Orkester | 1923      |
| 54 | Rejsekammeraten                     | Ballet i 5 billeder, efter et eventyr af H.C. Andersen | 1928      |
| 55 | 4 Sange                             | Nu skinner Sol i Haver; Stille er det; Sommernat; Nu sover Danmark iSilkeseng (Tekster af Johannes Jørgensen, Harald H. Lund og Svend Erichsen)                                           |           |
| 56 | Foraars Ouverture                   | Orkester | 1932      |
| 57 | Fantaisie Carillon                  | Orkester | 1936?     |
| 58 | 3 sange                             | Markbuketten; Lyngby; 3 lystige Drenge. (Tekster af Magnus Lemche og Gyrithe Lemche) |           |
| 59 | 2 Sange                             | Tenor og orkester. Tekster af Viggo Stuckenberg og Hans Hartvig Seedorff Pedersen Der ligger en Sø og lyser; Til en Edderkop.                                                             | 1930      |
| 60 | Kildemarked. Sydsjællandsk Rhapsodi | Orkester | 1936      |
| 61 | 3 Sange                             | Sig nærmer Tiden; Lykkeleg og Drømmedøsen; Bitte An’ Mari. (Tekster af bl.a. St. St. Blicher)                                                                                             | 1938?     |